# 澳紐軍團戰爭紀念堂
澳紐軍團戰爭紀念堂（英語：ANZAC War Memorial）位于澳大利亚悉尼市中心海德公园南端，1934年建成，纪念在第一次世界大战中阵亡的澳大利亚军人。其外部人物浮雕和雕塑由雷纳·霍夫创作。
澳紐軍團戰爭紀念堂是澳新军团日、停战纪念日等重要场合纪念仪式的焦点。

## 歷史
1916年4月25日，澳新军团为加里波利之战在安扎克湾登陆一周年，开始为兴建纪念堂集资。1934年11月24日，亨利王子殿下为其揭幕。

## 圖片

西门10米长的青铜浮雕

东门西门10米长的青铜浮雕